# Pairie d'Irlande

Armoiries du Royaume d'Irlande

La pairie d'Irlande fut créée au Moyen Âge par les rois d'Angleterre en tant que seigneurs d'Irlande. Elle rassemble les nobles participant au pouvoir législatif en siégeant à la Chambre des Lords du Parlement d'Irlande. Néanmoins, après la réunion de l'Irlande et de la Grande-Bretagne en 1801, le parlement d'Irlande fut supprimé et les pairs d'Irlande ne furent plus représentés au Parlement du Royaume-Uni que par des « pairs représentants » (representative peers) au nombre de vingt-huit. Des titres de la pairie d'Irlande furent créés jusqu'en 1899.

## Histoire
Le roi Henri VIII a conféré des pairies aux chefs irlandais indigènes: Con O'Neill, chef des O'Neills en Ulster, a été créé comte de Tyrone et baron Dungannon en 1542 ; Murrough, chef du clan O'Brien, a été créé comte de Thomond et baron Inchiquin en 1543. La majorité des pairies irlandaises ont été créées au XVIIIe siècle et les pairs irlandais, représentant principalement les intérêts fonciers anglo-irlandais, avaient le droit de siéger à la Chambre des Lords irlandaise à Dublin, mais pas à son équivalent à Londres. Des pairies irlandaises pouvaient être accordées aux Anglais qui, disait-on, ne méritaient pas une dignité anglaise ou britannique, et leurs désignations n'étaient pas nécessairement irlandaises (ex. : comte de Mexborough). L'Union Act de 1800 a mis fin au Parlement d'Irlande et prévoyait que les pairs irlandais devraient élire 28 d'entre eux pour siéger, à vie, comme leurs représentants à la Chambre des Lords de Londres. Le nombre total de pairs irlandais devait être maintenu à 100. Ceux qui n'étaient pas élus étaient autorisés à se présenter, dans une circonscription de Grande-Bretagne, à la Chambre des communes.

### Duc -(Duke)
| Titres            | Création         | Titulaire                                                      | Devise                    | Monarque   | Blason |
| ----------------- | ---------------- | -------------------------------------------------------------- | ------------------------- | ---------- | ------ |
| - Duc d'Abercorn  | 10 août 1868     | Lord James Hamilton, 5e Duc d'Abercorn né le 4 juillet 1934    | « SOLA NOBILITAS VIRTUS » | Victoria   |        |
| - Duc de Leinster | 26 novembre 1766 | Lord Maurice FitzGerald, 9e Duc de Leinster né le 7 avril 1948 | « CROM A BOO »            | George III |        |

### Marquis -(Marquess)
| Titres                   | Création         | Titulaire                                                                 | Devise                           | Monarque   | Blason |
| ------------------------ | ---------------- | ------------------------------------------------------------------------- | -------------------------------- | ---------- | ------ |
| - Marquis Conyngham      | 17 juillet 1816  | Lord Henry Mountcharles, 8e Marquis Conyngham né le 23 mai 1951           | « OVER FORK OVER »               | George III |        |
| - Marquis de Donegall    | 4 juillet 1791   | Lord Patrick Chichester, 8e Marquis de Donegall né le 9 mai 1952          | « INVICTUM SEQUITUR HONOR »      | George III |        |
| - Marquis de Downshire   | 20 août 1789     | Lord Nicholas Hill, 9e Marquis de Downshire né le 4 février 1959          | « NE TENTES AUT PERFICE »        | George III |        |
| - Marquis d'Ely          | 29 décembre 1800 | Lord John Tottenham, 9e Marquis d'Ely né le 2 février 1943                | « AD ASTRA SEQUOR »              | George III |        |
| - Marquis de Hamilton    | 10 août 1868     | Lord James Hamilton, 6e Marquis de Hamilton né le 19 août 1969            | « SOLA NOBILITAS VIRTUS »        | Victoria   |        |
| - Marquis de Headfort    | 29 décembre 1800 | Lord Christopher Taylour, 7e Marquis de Headfort né le 10 février 1959    | « CONSEQUITUR QUODCUNQUE PETIT » | George III |        |
| - Marquis de Londonderry | 13 janvier 1816  | Lord Frederick Tempest, 10e Marquis de Londonderry né le 6 septembre 1972 | « METUENDA COROLLA DRACONIS »    | George III |        |
| - Marquis de Sligo       | 29 décembre 1800 | Lord Sebastian Browne, 12e Marquis de Sligo né le 27 mai 1964             | « SUIVEZ RAISON »                | George III |        |
| - Marquis de Waterford   | 19 août 1789     | Lord Henry de La Poer, 9e Marquis de Waterford né le 23 mars 1958         | « NIL NISI CRUCE »               | George III |        |

### Comte -(Earl)
| Titres                   | Création          | Titulaire                                                                    | Devise                                   | Monarque     | Blason                      |
| ------------------------ | ----------------- | ---------------------------------------------------------------------------- | ---------------------------------------- | ------------ | --------------------------- |
| - Comte d'Altamont       | 4 décembre 1771   | Lord Christopher Browne, 15e Comte d'Altamont né le 14 novembre 1988         | « SUIVEZ RAISON »                        | George III   |                             |
| - Comte Annesley         | 17 août 1789      | Lord Michael Annesley, 12e Comte Annesley né le 4 décembre 1933              | « VIRTUTIS AMORE »                       | George III   |                             |
| - Comte d'Antrim         | 19 juin 1785      | Lord Alexander McDonnell, 9e Comte d'Antrim né le 3 février 1935             | « TOUJOURS PREST »                       | George III   |                             |
| - Comte d'Arran          | 12 avril 1762     | Lord Arthur Gore, 9e Comte d'Arran né le 14 juillet 1938                     | « IN HOC SIGNO VINCES »                  | George III   |                             |
| - Comte de Bective       | 24 octobre 1766   | Lord Thomas Taylour, 9e Comte de Bective né le 18 juin 1989                  | « CONSEQUITUR QUODCUNQUE PETIT »         | George III   |                             |
| - Comte de Belfast       | 4 juillet 1791    | Lord James Chichester, 9e Comte de Belfast né le 9 mai 1952                  | « INVICTUM SEQUITUR HONOR »              | George III   |                             |
| - Comte Belmore          | 20 novembre 1797  | Lord John Lowry-Corry, 8e Comte Belmore né le 4 septembre 1951               | « VIRTUS SEMPER VIRDIS »                 | George III   |                             |
| - Comte de Bessborough   | 6 octobre 1739    | Lord Myles Ponsonby, 12e Comte de Bessborough né le 16 février 1941          | « PRO REGE, LEGE, GREGE »                | George II    |                             |
| - Comte de Caledon       | 29 décembre 1800  | Lord Nicholas Alexander, 7e Comte de Caledon né le 6 mai 1955                | « PER MARE PER TERRAS »                  | George III   |                             |
| - Comte de Carrick       | 10 juin 1748      | Lord David Butler, 10e Comte de Carrick né le 9 janvier 1953                 | « SOYEZ FERME »                          | George II    |                             |
| - Comte Castle Stewart   | 29 décembre 1800  | Lord Arthur Stuart, 8e Comte de Castle Stewart né le 18 août 1928            | « FORWARD »                              | George III   |                             |
| - Comte de Cavan         | 15 avril 1647     | Lord Roger Lambart, 13e Comte de Cavan né le 1er septembre 1944              | « UT QUOCUNQUE PARATUS »                 | Charles Ier  |                             |
| - Comte de Clancarty     | 11 février 1803   | Lord Nicholas Trench, 9e Comte de Clancarty né le 1er mai 1952               | « FORTI ET NIHIL DIFFICILE »             | George III   |                             |
| - Comte de Clanricarde   | 29 décembre 1800  | Lord Sebastian Browne, 10e Comte de Clanricarde né le 27 mai 1964            | « SUIVEZ RAISON »                        | George III   |                             |
| - Comte de Clanwilliam   | 20 juillet 1776   | Lord Patrick Meade, 8e Comte de Clanwilliam né le 28 décembre 1960           | « TOUJOURS PREST »                       | George III   |                             |
| - Comte Conyngham        | 5 novembre 1797   | Lord Henry Conyngham, 8e Comte Conyngham né le 23 mai 1951                   | « OVER FORK OVER »                       | George III   |                             |
| - Comte de Cork          | 26 octobre 1620   | Lord John Boyle, 15e Comte de Cork né le 3 novembre 1945                     | « GOD'S PROVIDENCE IS MINE INHERITANCE » | Jacques Ier  |                             |
| - Comte de Courtown      | 12 avril 1762     | Lord Patrick Stopford, 8e Comte de Courtown né le 19 mars 1954               | « PATRIÆ INFELICI FIDELIS »              | George III   |                             |
| - Comte de Darnley       | 29 juin 1725      | Lord Ivo Bligh, 12e Comte de Darnley né le 17 avril 1968                     | « FINEM RESPICE »                        | George Ier   |                             |
| - Comte de Desmond       | 28 octobre 1628   | Lord Alexander Feilding, 11e Comte de Desmond né le 4 novembre 1970          | « CRESCIT SUB PONDERE VIRTUS »           | Charles Ier  |                             |
| - Comte de Donegall      | 4 juillet 1791    | Lord Patrick Chichester, 13e Comte de Donegall né le 9 mai 1952              | « INVICTUM SEQUITUR HONOR »              | George III   |                             |
| - Comte de Donoughmore   | 29 décembre 1800  | Lord Richard Hely-Hutchinson, 8e Comte de Donoughmore né le 8 août 1927      | « FORTITER GERIT CRUCEM »                | George III   |                             |
| - Comte de Drogheda      | 14 juin 1661      | Lord Derry Moore, 12e Comte de Drogheda né le 14 janvier 1937                | « FORTIS CADERE CEDERE NON POTEST »      | Charles II   |                             |
| - Comte d'Ely            | 2 mars 1794       | Lord Andrew Tottenham, Comte d'Ely né le 26 février 1973                     | « AD ASTRA SEQUOR »                      | George III   | Arms of the Marquess of Ely |
| - Comte d'Enniskillen    | 18 août 1789      | Lord Andrew Cole, 7e Comte d'Enniskillen né le 28 avril 1942                 | « DEUM COLE, REGEM SERVA »               | George III   |                             |
| - Comte Erne             | 19 août 1789      | Lord John Crichton, 7e Comte Erne né le 19 juin 1971                         | « GOD SEND GRACE »                       | George III   |                             |
| - Comte de Gosford       | 1er février 1806  | Lord Charles Acheson, 7e Comte de Gosford né le 13 juillet 1942              | « VIGILANTIBUS »                         | George III   |                             |
| - Comte de Granard       | 30 décembre 1684  | Lord Peter Hastings-Forbes, 10e Comte de Granard né le 15 mars 1957          | « FAX MENTIS INCEENDIUM GLORIAE »        | Charles II   |                             |
| - Comte d'Hillsborough   | 3 octobre 1751    | Lord Edmund Hill, 10e Comte d'Hillsboroug né le 21 mai 1996                  | « PER DEUM FERRUM OBTINUI »              | George II    |                             |
| - Comte de Kerry         | 17 janvier 1723   | Lord Simon Petty-Fitzmaurice, 11e Comte de Kerry né le 24 novembre 1970      | « VIRTUTE NON VERBIS »                   | George Ier   |                             |
| - Comte de Kildare       | 14 mars 1316      | Lord Maurice FitzGerald, 29e Comte de Kildare né le 7 avril 1948             | « CROM A BOO »                           | Édouard II   |                             |
| - Comte de Kilmorey      | 12 janvier 1822   | Lord Richard Needham, 6e Comte de Kilmorey né le 29 janvier 1942             | « NUNC AUT NUNQUAM »                     | George IV    |                             |
| - Comte de Kingston      | 25 août 1768      | Lord Robert King-Tenison, 12e Comte de Kingston né le 20 mars 1969           | « SPES TUTISSIMA CŒLIS »                 | George III   |                             |
| - Comte de Limerick      | 1er janvier 1803  | Lord Edmund Pery, 7e Comte de Limerick né le 10 février 1963                 | « VIRTUTE, NON ASTUTIA »                 | George III   |                             |
| - Comte de Lisburne      | 18 juillet 1776   | Lord David Vaughan, 9e Comte de Lisburne né le 15 juin 1945                  | « NON REVERTAR INSULTUS »                | George III   |                             |
| - Comte de Listowel      | 5 février 1822    | Lord Francis Hare, 6e Comte de Listowel né le 28 juin 1964                   | « ODI PROFANUM »                         | George IV    |                             |
| - Comte de Longford      | 20 juin 1785      | Lord Thomas Pakenham, 8e Comte de Longford né le 14 août 1933                | « GLORIA VIRTUTIS UMBRA »                | George III   |                             |
| - Comte de Lucan         | 1er octobre 1795  | Lord George Bingham, 8e Comte de Lucan né le 21 septembre 1967               | « SPES MEA CHRISTUS »                    | George III   |                             |
| - Comte de Mayo          | 24 juin 1785      | Lord Charles Bourke, 11e Comte de Mayo né le 11 juin 1953                    | « A CRUCE SALUS »                        | George III   |                             |
| - Comte de Meath         | 16 avril 1627     | Lord John Brabazon, 15e Comte de Meath né le 11 mai 1941                     | « VOTA VITA MEA »                        | Charles Ier  |                             |
| - Comte de Mexborough    | 11 février 1766   | Lord John Savile, 8e Comte de Mexborough né le 16 mai 1931                   | « BE FAST »                              | George III   |                             |
| - Comte de Mornington    | 11 mai 1814       | Lord Arthur Wellesley, 11e Comte de Mornington né le 31 janvier 1978         | « VIRTUTIS FORTUNA COMES »               | George III   |                             |
| - Comte de Norbury       | 23 janvier 1827   | Lord Richard Graham-Toler, 7e Comte de Norbury né le 5 mars 1967             | « REGI ET PATRIÆ FIDELIS »               | George IV    |                             |
| - Comte de Normanton     | 4 février 1806    | Lord James Agar, 7e Comte de Normanton né le 7 septembre 1982                | « VIA TRITA, VIA TUTA »                  | George III   |                             |
| - Comte d'Orrery         | 5 septembre 1660  | Lord John Boyle, 15e Comte d'Orrery né le 3 novembre 1945                    | « HONOR VIRTUTIS PRAEMIUM »              | Charles II   |                             |
| - Comte de Portarlington | 21 juin 1785      | Lord George Dawson-Damer, 7e Comte de Portarlington né le 10 août 1938       | « VITAE VIA VIRTUS »                     | George III   |                             |
| - Comte de Ranfurly      | 14 septembre 1831 | Lord Edward Knox, 8e Comte de Ranfurly né le 21 mai 1957                     | « MOVEO ET PROFICIO »                    | Guillaume IV |                             |
| - Comte de Roden         | 1er décembre 1771 | Lord Robert Jocelyn, 10e Comte de Roden né le 25 août 1938                   | « FAIRE MON DEVOIR »                     | George III   |                             |
| - Comte de Rosse         | 3 février 1806    | Lord Brendan Parsons, 7e Comte de Rosse né le 21 octobre 1936                | « PRO DEO ET REGE »                      | George III   |                             |
| - Comte de Shannon       | 17 avril 1756     | Lord Richard Boyle, 10e Comte de Shannon né le 19 janvier 1960               | « SPECTEMUR AGENDO »                     | George II    |                             |
| - Comte de Tyrone        | 18 juillet 1746   | Lord Richard de La Poer Beresford, 11e Comte de Tyrone né le 19 août 1987    | « NIL NISI CRUCE »                       | George II    |                             |
| - Comte de Waterford     | 20 mai 1442       | Lord Charles Chetwynd-Talbot, 22e Comte de Shrewsbury né le 18 décembre 1952 | « PREST D'ACCOMPLIR »                    | Henri VI     |                             |
| - Comte de Westmeath     | 4 septembre 1621  | Lord William Nugent, 13e Comte de Westmeath né le 21 novembre 1928           | « DECREVI »                              | Jacques Ier  |                             |
| - Comte Winterton        | 12 février 1766   | Lord David Turnour, 8e Comte Winterton né le 13 octobre 1943                 | « ESSE QUAM VIDERI »                     | George III   |                             |

### Vicomte -(Viscount)
| Titres                        | Création          | Titulaire                                                                               | Devise                                   | Monarque    | Blason |
| ----------------------------- | ----------------- | --------------------------------------------------------------------------------------- | ---------------------------------------- | ----------- | ------ |
| - Vicomte Ashbrook            | 30 septembre 1751 | Lord Michael Flower, 11e Vicomte Ashbrook né le 9 décembre 1935                         | « NENS CONSCIA RECTIS »                  | George II   |        |
| - Vicomte Bangor              | 11 janvier 1781   | Lord William Ward, 8e Vicomte Bangor né le 8 juin 1967                                  | « SUB CRUCE SALUS »                      | George III  |        |
| - Vicomte Belmore             | 6 décembre 1789   | Lord John Lowry-Corry, 8e Vicomte Belmore né le 4 septembre 1951                        | « VIRTUS SEMPER VIRIDIS »                | George III  |        |
| - Vicomte Boyle de Bandon     | 17 avril 1756     | Le Très Honorable Lord Richard Boyle, 10e Vicomte Boyle de Bandon né le 19 janvier 1960 | « SPECTEMUR AGENDO »                     | George II   |        |
| - Vicomte Boyle de Kinalmeaky | 28 février 1628   | Lord John Boyle, 15e Vicomte Boyle de Kinalmeaky né le 3 novembre 1945                  | « GOD'S PROVIDENCE IS MINE INHERITANCE » | Charles Ier |        |
| - Vicomte Boyne               | 29 juin 1717      | Lord Gustavus Hamilton-Russell, 11e Vicomte Boyne né le 27 avril 1965                   | « NEC TIMEO NEC SPERNO »                 | George Ier  |        |
| - Vicomte Caledon             | 23 novembre 1797  | Lord Nicholas Alexander, 7e Vicomte Caledon né le 6 mai 1955                            | « PER MARE PER TERRAS »                  | George III  |        |
| - Vicomte Callan              | 7 novembre 1622   | Lord Alexander Feilding, 11e Vicomte Callan né le 4 novembre 1970                       | « CRESCIT SUB PONDERE VIRTUS »           | Jacques Ier |        |
| - Vicomte Carlow              | 24 juillet 1776   | Lord George Dawson-Damer, 8e Vicomte Carlow né le 10 août 1938                          | « VITAE VIA VIRTUS »                     | George III  |        |
| - Vicomte Castle Stuart       | 20 décembre 1793  | Lord Arthur Stuart, 8e Vicomte de Castle Stuart né le 18 août 1928                      | « FORWARD »                              | George III  |        |
| - Vicomte Castlereagh         | 1er octobre 1795  | Lord Frederick Vane-Tempest-Stewart, 10e Vicomte Castlereagh né le 6 septembre 1972     | « METUENDA COROLLA DRACONIS »            | George III  |        |
| - Vicomte Charlemont          | 8 octobre 1665    | Lord John Caulfeild, 15e Vicomte Charlemont né le 15 mai 1966                           | « DEO DUCE FERRE COMITANTE »             | Charles II  |        |
| - Vicomte Chetwynd            | 29 juin 1717      | Lord Adam Chetwynd, 11e Vicomte Chetwynd né le 26 février 1969                          | « PROBITAS VERUS HONOS »                 | George Ier  |        |
| - Vicomte Chichester          | 1er avril 1625    | Lord John Caulfeild, 15e Vicomte Chichester né le 9 mai 1952                            | « INVICTUM SEQUITUR HONOR »              | Charles Ier |        |
| - Vicomte Cholmondeley        | 29 mars 1661      | Lord David Cholmondeley, 11e Vicomte Cholmondeley né le 27 juin 1960                    | « CASSIS TUTISSIMA VIRTUS »              | Charles II  |        |
| - Vicomte Dillon              | 16 mars 1622      | Lord Henry Dillon, 22e Vicomte Dillon de Costello-Gallen né le 6 janvier 1973           | « DUM SPIRO SPERO »                      | Charles II  |        |
| - Vicomte Doneraile           | 22 juin 1785      | Lord Richard St Leger, 10e Vicomte Doneraile né le 17 août 1946                         | « HAUT ET BON »                          | George III  |        |
| - Vicomte Downe               | 19 février 1680   | Lord Richard Dawnay, 12e Vicomte Downe né le 9 avril 1967                               | « TIMET PUDOREM »                        | Charles II  |        |
| - Vicomte Gage                | 15 août 1720      | Lord Nicolas Gage, 8e Vicomte Gage né le 9 avril 1934                                   | « COURAGE SANS PEUR »                    | George Ier  |        |
| - Vicomte Galway              | 17 juillet 1727   | Lord Phil Monckton, 13e Vicomte Galway né le 8 avril 1952                               | « FAMAM EXTENDERE FACTIS »               | George II   |        |
| - Vicomte Gormanston          | 7 août 1478       | Lord Jenico Preton, 17e Vicomte Gormanston né le 19 novembre 1939                       | « SANS TACHE »                           | Édouard IV  |        |
| - Vicomte Gort                | 22 janvier 1816   | Lord Foley Prendergast-Vereker, 9e Vicomte Gort né le 24 octobre 1951                   | « VINCIT VERITAS »                       | George III  |        |
| - Vicomte Hampden             | 4 mars 1884       | Lord Francis Brand, 7e Vicomte Hampden né le 17 septembre 1970                          | « POUR BIEN DESIRER »                    | Victoria    |        |
| - Vicomte Harberton           | 5 juillet 1791    | Lord Henry Pomeroy, 11e Vicomte Harberton né le 23 avril 1958                           | « VIRTUTIS FORTUNA COMES »               | George III  |        |
| - Vicomte Hawarden            | 5 décembre 1793   | Lord Robert Maude, 9e Vicomte Hawarden né le 23 mai 1961                                | « VIRTUTE SECURUS »                      | George III  |        |
| - Vicomte Lifford             | 8 janvier 1781    | Lord Edward Hewitt, 9e Vicomte Lifford né le 27 janvier 1949                            | « BE JUST AND FEAR NOT »                 | George III  |        |
| - Vicomte Massereene          | 21 novembre 1660  | Lord John Skeffington, 14e Vicomte Massereene né le 3 juin 1940                         | « PER ANGUSTA AD AUGUSTA »               | Charles II  |        |
| - Vicomte Midleton            | 15 août 1717      | Lord Alan Brodrick, 12e Vicomte Midleton né le 4 août 1949                              | « A CUSPIDE CORONA »                     | George Ier  |        |
| - Vicomte Molesworth          | 16 juillet 1716   | Lord Robert Molesworth, 12e Vicomte Molesworth né le 4 juin 1959                        | « VINCIT AMOR PATRIAE »                  | George Ier  |        |
| - Vicomte Monck               | 5 janvier 1801    | Lord Charles Monck, 7e Vicomte Monck né le 2 avril 1953                                 | « PORTITER FIDELITER FELICITER »         | George III  |        |
| - Vicomte Mountgarret         | 23 octobre 1550   | Lord Piers Butler, 18e Vicomte Mountgarret né le 15 avril 1961                          | « DEPRESSUS EXTOLLOR »                   | Édouard VI  |        |
| - Vicomte Powerscourt         | 4 février 1744    | Lord Mervyn Wingfield, 11e Vicomte Powerscourt né le 21 août 1963                       | « FIDÉLITÉ EST DE DIEU »                 | George II   |        |
| - Vicomte Southwell           | 18 juillet 1776   | Lord Piers Southwell, 7e Vicomte Southwell né le 14 septembre 1930                      | « NEC MALE NOTUS EQUES »                 | George III  |        |
| - Vicomte Valentia            | 1er mars 1621     | Lord Francis Annesley, 16e Vicomte Valentia né le 29 décembre 1959                      | « VIRTUTIS AMORE »                       | Jacques Ier |        |
| - Vicomte de Vesci            | 19 juillet 1776   | Lord Thomas Vesey, 7e Vicomte de Vesci né le 8 octobre 1955                             | « SUB HOC SIGNO VINCES »                 | George III  |        |

### Baron -(Baron)
| Titres                     | Création          | Titulaire                                                                    | Devise                                   | Monarque     | Blason |
| -------------------------- | ----------------- | ---------------------------------------------------------------------------- | ---------------------------------------- | ------------ | ------ |
| - Baron Annesley           | 20 septembre 1758 | Lord Michael Annesley, 13e Baron Annesley né le 4 décembre 1933              | « VIRTUTIS AMORE »                       | George II    |        |
| - Baron Ardee              | 19 juillet 1616   | Lord Anthony Brabazon, 17e Baron Ardee né le 30 janvier 1977                 | « AUXILINM AB ALTO »                     | Jacques Ier  |        |
| - Baron Ashtown            | 27 décembre 1800  | Lord Roderick Trench, 8e Baron Ashtown né le 17 novembre 1944                | « VIRTUTIS FORTUNA COMES »               | George III   |        |
| - Baron Auckland           | 22 mai 1793       | Lord Robert Burnard Eden, 10e Baron Auckland né le 25 juillet 1962           | « SI SIT PRUDENTIA »                     | George III   |        |
| - Baron Aylmer             | 18 septembre 1758 | Lord Anthony Aylmer, 14e Baron Aylmer né le 10 décembre 1951                 | « STEADY »                               | George II    |        |
| - Baron Bandon Bridge      | 26 octobre 1620   | Lord John Richard Boyle, 15e Baron Bandon Bridge né le 3 novembre 1945       | « GOD'S PROVIDENCE IS MINE INHERITANCE » | Jacques Ier  |        |
| - Baron Bangor             | 30 mai 1770       | Lord William Ward, 8e Baron Bangor né le 28 septembre 1948                   | « SUB CRUCE SALUS »                      | George III   |        |
| - Baron Bellew             | 10 juillet 1848   | Lord Bryan Bellew, 8e Baron Bellew né le 10 décembre 1951                    | « TOUT D'EN HAUT »                       | Victoria     |        |
| - Baron Belmore            | 6 janvier 1781    | Lord John Lowry-Corry, 8e Baron Belmore né le 28 septembre 1948              | « VIRTUS SEMPER VIRIDIS »                | George III   |        |
| - Baron Bridport           | 14 novembre 1794  | Lord Alexander Hood, 6e Baron Bridport né le 17 mars 1948                    | « VENTIS SECUNDIS »                      | George III   |        |
| - Baron Carbery'           | 9 mai 1715        | Lord Michael Evans-Freke, 12e Baron Carbery né le 11 octobre 1942            | « LIBERTAS »                             | George Ier   |        |
| - Baron Carew              | 13 juin 1834      | Lord Patrick Conolly-Carew, 7e Baron Carew né le 6 mars 1938                 | « NIL ADMIRARI »                         | Guillaume IV |        |
| - Baron Carrington         | 11 juillet 1796   | Lord Rupert Carington, 7e Baron Carrington né le 2 décembre 1948             | « TENAX IN FIDE »                        | George III   |        |
| - Baron Castlemaine        | 24 décembre 1812  | Lord Roland Handcock, 8e Baron Castlemaine né le 22 avril 1943               | « VIGILANTE ET ORATE »                   | George III   |        |
| - Baron Clanmorris         | 31 juillet 1800   | Lord Simon Bingham, 8e Baron Crofton né le 25 octobre 1937                   | « SPES MEA CHRISTUS »                    | George III   |        |
| - Baron Crofton            | 8 mars 1798       | Lord Edward Crofton, 8e Baron Crofton né le 23 janvier 1988                  | « DAT DEUS INCREMENTUM »                 | George III   |        |
| - Baron Decies             | 21 décembre 1812  | Lord Marcus Beresford, 7e Baron Decies né le 5 août 1948                     | « NIL NISI CRUCE »                       | George III   |        |
| - Baron Digby              | 29 juillet 1620   | Lord Henry Digby, 13e Baron Digby né le 6 janvier 1954                       | « DEO NON FORTUNA »                      | Jacques Ier  |        |
| - Baron Dunalley           | 31 juillet 1800   | Lord Henry Prittie, 7e Baron Dunalley né le 30 mai 1948                      | « IN OMNIA PARATUS »                     | George III   |        |
| - Baron Dunboyne           | 11 juin 1541      | Lord Richard Butler, 20e Baron Dunboyne né le 5 juillet 1983                 | « TIMOR DOMINI FONS VITAE »              | Henri VIII   |        |
| - Baron Dunsany            | 26 novembre 1439  | Lord Randal Plunkett, 21e Baron Dunsany né le 9 mars 1983                    | « FESTINA LENTE »                        | Henri VI     |        |
| - Baron Farnham            | 6 mai 1756        | Lord Simon Maxwell, 13e Baron Farnham né le 12 décembre 1933                 | « JE SUIS PRÊT »                         | George II    |        |
| - Baron Fermoy             | 14 mai 1855       | Lord Maurice Roche, 6e Baron Fermoy né le 11 octobre 1967                    | « MON DIEU EST MA ROCHE »                | Victoria     |        |
| - Baron ffrench            | 14 février 1798   | Lord Robuck ffrench, 8e Baron ffrench né le 14 mars 1956                     | « MALO MORI QUAM FOEDARI »               | George III   |        |
| - Baron Garvagh            | 28 octobre 1818   | Lord Spencer Canning, 6e Baron Garvagh né le 12 février 1953                 | « NE CEDE MALIS SED CONTRA »             | George III   |        |
| - Baron Graves             | 24 octobre 1794   | Lord Timothy Graves, 10e Baron Graves né le 27 mars 1960                     | « AUILA NON CAPTAT MUSCAS »              | George III   |        |
| - Baron Henley             | 9 novembre 1799   | Lord Oliver Eden, 8e Baron Henley né le 22 novembre 1953                     | « SI SIT PRUDENTIA »                     | George III   |        |
| - Baron Henniker           | 31 juillet 1800   | Lord Mark Henniker-Major, 9e Baron Henniker né le 29 septembre 1947          | « DEUS MAJOR COLUMNA »                   | George III   |        |
| - Baron Hood               | 2 septembre 1782  | Lord Henry Hood, 8e Baron Hood né le 16 mars 1958                            | « VENTIS SECUNDIS »                      | George III   |        |
| - Baron Hotham             | 17 mars 1797      | Lord Henry Hotham, 8e Baron Hotham né le 3 mai 1940                          | « LEAD ON »                              | George III   |        |
| - Baron Huntingfield       | 7 juillet 1796    | Lord Joshua Vanneck, 7e Baron Huntingfield né le 10 août 1954                | « DROIT ET LOYAL »                       | George III   |        |
| - Baron Inchiquin          | 1er juillet 1543  | Lord Conor O'Brien, 18e Baron Inchiquin né le 17 juillet 1943                | « VIGUEUR DE DESSUS »                    | Henri VIII   |        |
| - Baron Kensington         | 20 juillet 1776   | Lord Hugh Edwardes, 8e Baron Kensington né le 24 novembre 1933               | « GARDE LA FOI »                         | George III   |        |
| - Baron Kilmaine           | 21 septembre 1789 | Lord John Browne, 8e Baron Kilmaine né le 4 avril 1983                       | « SUIVEZ RAISON »                        | George III   |        |
| - Baron Kingsale           | 29 mai 1223       | Lord Nevinson de Courcy, 31e Baron Kingsale né le 11 mai 1958                | « VINCIT OMNIA VERITAS »                 | Henri III    |        |
| - Baron Lisle              | 26 juillet 1444   | Lord Nicholas Lysaght, 9e Baron Lisle né le 20 mai 1960                      | « BELLA! HORRIDA BELLA! »                | Henri VI     |        |
| - Baron Langford           | 31 juillet 1800   | Lord Owain Rowley-Conwy, 10e Baron Langford né le 27 décembre 1958           | « FIDE ET AMORE »                        | George III   |        |
| - Baron Louth              | 15 juin 1541      | Lord Jonathan Plunkett, 17e Baron Louth né le 2 juillet 1959                 | « FESTINA LENTE »                        | Henri VIII   |        |
| - Baron Macdonald          | 25 juillet 1776   | Lord Godfrey Macdonald, 8e Baron Macdonald né le 28 novembre 1947            | « FRAOCH EILEAN »                        | George III   |        |
| - Baron Massy              | 29 juin 1776      | Lord David Massy, 10e Baron Massy né le 4 mars 1947                          | « PRO LIBRETATE PATRIAEE »               | George III   |        |
| - Baron Muskerry           | 4 août 1781       | Lord Robert Deane, 9e Baron Muskerry né le 26 mars 1948                      | « FORTI ET FIDELI NIHIL DIFFICILE »      | George III   |        |
| - Baron Newborough         | 12 avril 1715     | Lord David Cholmondeley, 10e Baron Newborough né le 11 août 1949             | « SUAVITER IN MODO FORTITER IN RE »      | George Ier   |        |
| - Baron Oranmore et Browne | 4 mai 1836        | Lord Dominick Browne, 5e Baron Oranmore and Browne né le 1er juillet 1929    | « FORTITER ET FIDELITER »                | Guillaume IV |        |
| - Baron Rathdonnell        | 21 décembre 1868  | Lord Thomas McClintock-Bunbury, 5e Baron Rathdonnell né le 17 septembre 1938 | « VIS UNITA FORTIER »                    | Victoria     |        |
| - Baron Rossmore           | 19 octobre 1796   | Lord William Westenra, 7e Baron Rossmore né le 14 février 1931               | « PEST PRAELIA PRAMIA »                  | George III   |        |
| - Baron Talbot de Malahide | 26 mai 1831       | Lord Richard Arundell, 11e Baron Talbot de Malahide né le 28 mars 1957       | « FORTE ET FIDELE »                      | Guillaume IV |        |
| - Baron Trimlestown        | 4 mars 1462       | Lord Raymond Barnewall, 21e Baron Trimlestown né le 29 décembre 1930         | « MALO MERI GUAM FEEDARI »               | Édouard IV   |        |
| - Baron Ventry             | 31 juillet 1800   | Lord Andrew de Moleyns, 8e Baron Ventry né le 28 mai 1943                    | « VIVERE SAT VINCERE »                   | George III   |        |
| - Baron Waterpark          | 14 juin 1792      | Lord Roderick Cavendish, 8e Baron Waterpark né le 10 octobre 1959            | « CAVENDO TUTUS »                        | George III   |        |
| - Baron Welles             | 8 janvier 1781    | Lord Edward Knox, 9e Baron Welles né le 21 mai 1957                          | « MOVEO ET PROFICIO »                    | George III   |        |
| - Baron Westcote           | 29 avril 1776     | Lord Christopher Lyttelton, 12e Baron Westcote né le 23 octobre 1947         | « UN DIEU UN ROY »                       | George III   |        |
| - Baron Wingfield          | 4 février 1744    | Lord Mervyn Wingfield, 11e Baron Wingfield né le 21 août 1963                | « FIDELITÉ EST DE DIEU »                 | George II    |        |
| - Baron Winterton          | 10 avril 1761     | Lord Donald Turnour, 8e Baron Winterton né le 13 octobre 1943                | « ESSE QUAM VIDERI »                     | George III   |        |

## Titres éteints
La liste comprend les titres éteints dans la pairie d'Irlande, les titres soulignés ne sont pas des titres subsidiaires; elle ne reprend pas les titres dormants, suspendus ou confisqués.
Duc
- Duc de Munster (1743)
- Duc d'Ormonde (1758)

Marquis
- Marquis d'Antrim (1682)
- Marquis de Catherlough (1731)
- Marquis de Clanricarde (1916)
- Marquis de Drogheda (1892)
- Marquis de Dungannon (1743)
- Marquis d'Ormonde (1758)
- Marquis de Thomond (1855)
- Marquis de Wellesley (1842)
- Marquis de Westmeath (1871)

Comte
- Comte d'Aldborough (1875)
- Comte d'Ardglass (1687)
- Comte d'Athlone (1844)
- Comte de Bandon (1979)
- Comte de Bangor (1719)
- Comte de Bantry (1891)
- Comte de Barrymore (1824)
- Comte de Bellamont (1800)
- Comte de Bellomont (1766)
- Comte de Belvedere (1814)
- Comte de Blessington (1829)
- Comte de Brandon (1789)
- Comte de Carbery (1712)
- Comte de Carhampton (1829)
- Comte de Carlingford (1738)
- Comte de Carysfort (1909)
- Comte de Castlehaven (1777)
- Comte de Castlemaine (1705)
- Comte de Catherlough (1772)
- Comte de Charlemont (1892)
- Comte de Charleville (1875)
- Comte de Clanbrassill (1798)
- Comte de Clare (1864)
- Comte de Clermont (1806)
- Comte de Clonmell (1935)
- Comte de Connaught (1834)
- Comte de Desart (1934)
- Comte de Downe (1668)
- Comte de Dublin (1820
- Comte de Dungannon (1743)
- Comte de Dunraven (2011)
- Comte d'Egmont (2011)
- Comte de Farnham (1823)
- Comte Fife (1912)
- Comte de Fingall (1989)
- Comte Fitzwilliam (1979)
- Comte de Galway (1720)
- Comte de Glandore (1826)
- Comte de Glengall (1858)
- Comte de Gowran (1677)
- Comte Grandison (1800)
- Comte de Howth (1909)
- Comte d'Inchiquin (1855)
- Comte de Kenmare (1952)
- Comte de Kilkenny (1846)
- Comte Landaff (1833)
- Comte de Lanesborough (1998)
- Comte de Leinster (1730)
- Comte de Leitrim (1952)
- Comte Ligonier (1782)
- Comte de Louth (1799)
- Comte Ludlow (1842)
- Comte Macartney (1806)
- Comte de Malton (1782)
- Comte de Massereene (1816)
- Comte de Milltown (1891)
- Comte de Moira (1868)
- Comte de Mount Alexander (1757)
- Comte Mount Cashell (1915)
- Comte de Mountnorris (1844)
- Comte de Mountrath (1802)
- Comte Nugent (1889)
- Comte O'Neill (1841)
- Comte Panmure (1782)
- Comte de Ranelagh (1711)
- Comte de Rathdowne (1848)
- Comte de Rathfarnham (1731)
- Comte de Roscommon (1850)
- Comte de Ross (1802)
- Comte de Seaforth (1781)
- Comte de Sefton (1972)
- Comte de Sheffield (1909)
- Comte de Shipbrook (1783)
- Comte de Thomond (1774)
- Comte Tylney (1784)
- Comte de Tyrconnel (1853)
- Comte d'Ulster (1827)
- Comte d'Upper Ossory (1818)
- Comte Verney (1791)
- Comte de Wandesford (1784)
- Comte de Wicklow (1978)

Vicomte
- Vicomte Adare (2011)
- Vicomte Aldborough (1875)
- Vicomte Allen (1845)
- Vicomte Amiens (1875)
- Vicomte Baltinglass (1691)
- Vicomte Bandon (1979)
- Vicomte Bantry (1891)
- Vicomte Barnewall (1834)
- Vicomte Barrells (1772)
- Vicomte Barrington (1990)
- Vicomte Bateman (1802)
- Vicomte Beaumont (1702)
- Vicomte Belfield (1814)
- Vicomte Belleisle (1802)
- Vicomte Bellfield (1814)
- Vicomte Bellomont (1667)
- Vicomte Berehaven (1891)
- Vicomte Bernard (1979)
- Vicomte Blessington (1732)
- Vicomte Blundell (1756)
- Vicomte Brouncker (1688)
- Vicomte Bulkeley (1822)
- Vicomte Butler (1613)
- Vicomte Buttevant (1823)
- Vicomte Caher (1858)
- Vicomte Carhampton (1829)
- Vicomte Carleton (1826)
- Vicomte Carlingford (1853)
- Vicomte Carrington (1706)
- Vicomte Castle Cuffe (1934)
- Vicomte Castlecomer (1784)
- Vicomte Castlemaine (1839)
- Vicomte Castlerosse (1953)
- Vicomte Castleton (1723)
- Vicomte Charleville (1875)
- Vicomte Chaworth (1693)
- Vicomte Cholmondeley (1659)
- Vicomte Claneboye (1675)
- Vicomte Clanmalier (1691)
- Vicomte Clare (1788)
- Vicomte Clermont (1829)
- Vicomte Clifden (1974)
- Vicomte Clonmell (1935)
- Vicomte Clonmore (1677)
- Vicomte Clontarf (1560)
- Vicomte Coote (1802)
- Vicomte Cremorne (1813)
- Vicomte Crosbie (1815)
- Vicomte Cullen (1810)
- Vicomte Decies (1704
- Vicomte Desart (1934)
- Vicomte Doneraile (1767)
- Vicomte Downe (1679)
- Vicomte Dungan (1715)
- Vicomte Dungannon (1862)
- Vicomte Dunkerron (1751)
- Vicomte Fane (1766)
- Vicomte Fanshawe (1716)
- Vicomte Farnham (1785)
- Vicomte FitzGibbon (1795)
- Vicomte FitzHardinge (1712)
- Vicomte FitzWilliam (1833)
- Vicomte Fortrose (1781)
- Vicomte Frankfort (1917)
- Vicomte Gallen-Ridgeway (1765)
- Vicomte Galway (1720)
- Vicomte Guillamore (1955)
- Vicomte Hewett (1689)
- Vicomte Killultagh (1683)
- Vicomte Kilmaule (1541)
- Vicomte Kilwarden (1830)
- Vicomte Landaff (1833)
- Vicomte Lanesborough (1998)
- Vicomte Lecale (1687)
- Vicomte Leitrim (1952)
- Vicomte Ligonier (1770)
- Vicomte Ligonier (1782)
- Vicomte Lismore (1898)
- Vicomte Longford (1705)
- Vicomte Longueville (1811)
- Vicomte Macartney (1806)
- Vicomte Macduff (1912)
- Vicomte Maule (1782)
- Vicomte Melbourne (1853)
- Vicomte Micklethwaite (1734)
- Vicomte Milton (1979)
- Vicomte Molyneux (1972)
- Vicomte Monson (1661)
- Vicomte Montgomery (1757)
- Vicomte Mount Cashell (1915)
- Vicomte Mount-Earl (2011)
- Vicomte Mountjoy (1745)
- Vicomte Mountjoy (1816)
- Vicomte Mountmorres (1951)
- Vicomte Netterville (1882)
- Vicomte O'Neill (1855)
- Vicomte de Fermanagh (1791)
- Vicomte de Galway (1691)
- Vicomte de Kenmare (1952)
- Vicomte de Limerick (1798)
- Vicomte de Tullogh (1686)
- Vicomte Ogle (1682)
- Vicomte Orwell (1783)
- Vicomte Oxmantown (1807)
- Vicomte Palmerston (1865)
- Vicomte Perceval (2011)
- Vicomte Pery (1806)
- Vicomte Pevensey (1909)
- Vicomte Preston (1842)
- Vicomte Ranelagh (1885)
- Vicomte Ranelagh (1885)
- Vicomte Raymond (1841)
- Vicomte Rosse (1764)
- Vicomte Scudamore (1716)
- Vicomtet Shannon (1699)
- Vicomte Somerset (1649)
- Vicomte St Lawrence (1909)
- Vicomte Strangford (1869)
- Vicomte Taaffe (1967)
- Vicomte Tara (1674)
- Vicomte Templetown (1981)
- Vicomte Tracy (1797)
- Vicomte Tullogh (1758)
- Vicomte Tyrconnel (1754)
- Vicomte Valentia (1642)
- Vicomte Vane (1789)
- Vicomte Wenman (1800)
- Vicomte Wicklow (1786)
- Vicomte Wilmot (1681)
- Vicomte Windsor (1758)
- Vicomte Grandison (1767)
- Vicomte Langford (1796)
- Vicomte Newcomen (1825)

Baron
- Baron Adare (2011)
- Baron Aughrim (1844)
- Baron Alington (1723)
- Baron Allen (1845)
- Baron Altham (1844)
- Baron Annaly (1793)
- Baron Ardelve (1781)
- Baron Arden (2011)
- Baron Athlumney (1929)
- Baron Audley de Hely (1777)
- Baron Aungier (1706)
- Baron Balfour (1636)
- Baron Baltimore (1771)
- Baron Baltinglass (1875)
- Baron Bandon (1979)
- Baron Bantry (1672)
- Baron Bantry (1891)
- Baron Bard de Dromboy (1656)
- Baron Barrington (1990)
- Baron Barry (1823)
- Baron Barry de Santry (1751)
- Baron Belfield (1814)
- Baron Bellew de Duleek (1770)
- Baron Berkeley de Rathdowne (1712)
- Baron Blakeney (1756)
- Baron Blayney (1874)
- Baron Bloomfield (1879)
- Baron Bowes (1767)
- Baron Boyle (1732)
- Baron Braco de Kilbryde (1912)
- Baron Brandon (1832)
- Baron Brereton (1722)
- Baron Brouncker (1688)
- Baron Butler de Cloughgrenan (1686)
- Baron Butler de Weston (1686)
- Baron Cahir (1858)
- Baron Callan (1815
- Baron Carleton (1825)
- Baron Carpenter (1853)
- Baron Carysfort (1909)
- Baron Castle Coote (1827)
- Baron Castlerosse (1952)
- Baron Catherlough (1762)
- Baron Charleville (1754)
- Baron Chaworth (1693)
- Baron Chichester (1625)
- Baron Claneboye (1798)
- Baron Clarina (1952)
- Baron Clermont (1898)
- Baron Clifden (1974)
- Baron Clogher (1595)
- Baron Clonbrock (1926)
- Baron Cloncurry (1929)
- Baron Cloney (1679)
- Baron Clonmore (1978)
- Baron Cloughrenan (1758)
- Baron Coleraine (1749)
- Baron Coleraine (1824)
- Baron Coningsby (1761)
- Baron Coote de Coloony (1800)
- Baron Cremorne (1933)
- Baron Cullen (1810)
- Baron Culmore (1802)
- Baron Curzon (1925)
- Baron Cutts de Gowran	(1707)
- Baron Darcy de Navan (1733)
- Baron Dartrey (1813)
- Baron de Blaquiere (1920)
- Baron de Montalt (1777)
- Baron Delaval (1808)
- Baron Desart (1934)
- Baron Dockwra (1647)
- Baron Downes (1863)
- Baron Dromana (1572)
- Baron Dromore (1716)
- Baron Dundalk (1743)
- Baron Dungannon (1542)
- Baron Dunkellin (1916)
- Baron Dunmore (1628)
- Baron Dunsandle (1911)
- Baron Eardley (1824)
- Baron Earlsfort (1935)
- Baron Edenderry (1756)
- Baron Esmonde (1646)
- Baron Eyre (1781)
- Baron Fermanagh (1810)
- Baron Ferrard de Beaulieu (1731)
- Baron Fitzgerald et Vesey (1860)
- Baron Fitzgibbon (1864)
- Baron FitzWilliam (1979)
- Baron Fitzwilliam (1833)
- Baron Folliott (1716)
- Baron Fortescue (1781)
- Baron Frankfort (1917)
- Baron Glean-O'Mallun (1622)
- Baron Glenawley (1814)
- Baron Glenbervie (1823)
- Baron Gore (1802)
- Baron Gorges de Dundalk (1712)
- Baron Gowran (1818)
- Baron Hartland (1845)
- Baron Hawley (1790)
- Baron Headley (1994)
- Baron Herbert (1791)
- Baron Hervey (1642)
- Baron Hill d'Olderfleet (1862)
- Baron Holmes (1804)
- Baron Howden (1873)
- Baron Howth (1909)
- Baron Ibrackan (1774)
- Baron Irnham (1829)
- Baron Jamestown (1689)
- Baron Jones de Navan (1885)
- Baron Keith (1867)
- Baron Killeen (1984)
- Baron Kilmaine (1774)
- Baron Kilmayden (1767)
- Baron Kilwarden (1830)
- Baron Kilworth (1915)
- Baron Kingsborough (1755)
- Baron Lavington (1807)
- Baron Lecale (1810)
- Baron Leitrim (1952)
- Baron Lismore (1898)
- Baron Llandaff (1833)
- Baron Loftus (1783)
- Baron Londonderry (1765)
- Baron Longueville (1811)
- Baron Loughuyre (1766)
- Baron Ludlow (1842)
- Baron Luxborough (1772)
- Baron Macartney (1806)
- Baron Malton (1782)
- Baron Maule (1782)
- Baron Maynard (1775)
- Baron Melbourne (1853)
- Baron Micklethwaite (1734)
- Baron Milford (1823)
- Baron Milton (1808)
- Baron Mount Cashell (1736)
- Baron Mount Sandford (1846)
- Baron Mountjoy (1829)
- Baron Mountmorres (1951)
- Baron Muncaster (1917)
- Baron Newcomen (1825)
- Baron Newhaven (1794)
- Baron Newtown (1784)
- Baron Newtown-Butler (1998)
- Baron Nugent (1850)
- Baron O'Brien (1855)
- Baron O'Grady (1955)
- Baron O'Neill (1855)
- Baron Odorney (1541)
- Baron of Ballyane (1558)
- Baron Ongley (1877)
- Baron Orwell (1823)
- Baron Oxmantown (1764)
- Baron Palmer (1705)
- Baron Penrhyn (1808)
- Baron Perceval (2011)
- Baron Philippstown (1691)
- Baron Pierrepont (1715)
- Baron Pigot (1777)
- Baron Pope (1668)
- Baron Portarlington (1720)
- Baron Portlester (1496)
- Baron Power (1704)
- Baron Radstock (1953)
- Baron Rancliffe (1850)
- Baron Ranelagh (1754)
- Baron Rathfarnham (1691)
- Baron Ratoath (1479)
- Baron Rawdon (1868)
- Baron Ridgeway (1714)
- Baron Riversdale (1861)
- Baron Rokeby (1883)
- Baron Russborough (1891)
- Baron Saint George (1775)
- Baron Saunderson (1723)
- Baron Sheffield (1909)
- Baron Shelburne (1751)
- Baron Sherard (1931)
- Baron Shuldham (1798)
- Baron Slane (1691)
- Baron St Helens (1839)
- Baron Stewart (1769)
- Baron Sunderlin (1816)
- Baron Sundon (1752)
- Baron Sydney (1774)
- Baron Tara (1821)
- Baron Teignmouth (1981)
- Baron Temple (1865)
- Baron Templetown (1981)
- Baron Tracton (1782)
- Baron Tracy (1797)
- Baron Trevor (1706)
- Baron Trim (1728)
- Baron Tullamore (1875)
- Baron Turvey (1834)
- Baron Tyaquin (1691)
- Baron Tyrawley (1821)
- Baron Upper Ossory (1691)
- Baron Vane (1789)
- Baron Vaughan (1713)
- Baron Verney (1791)
- Baron Wallscourt (1920)
- Baron Waltham (1787)
- Baron Wandesford (1784)
- Baron Wenman (1800)
- Baron Whitworth (1725)
- Baron Whitworth (1825)
- Baron Wyndham (1745)